# Acrocercops siphonaula
Acrocercops siphonaula là một loài bướm đêm thuộc họ Gracillariidae. Loài này có ở Sierra Leone.
Ấu trùng ăn các loài Cola, bao gồm Cola nitida. Chúng có thể ăn lá nơi chúng làm tổ.